# Litany for organ
Litany for organ (Lletania per a orgue) és una col·lecció composta per l'organista i compositor català Josep Muset i Ferrer. Consta de 49 peces independents. Cada peça porta per títol una de les invocacions a la Mare de Déu que es troben a la lletania de Loreto. Les peces van ser compostes entre 1931 i 1951, però la majoria entre els anys 1939-43, durant l'estada de Muset a Austràlia.

## Edicions
La col·lecció sencera va ser distribuïda en quatre volums, publicats a Austràlia i als Estats Units. Les edicions són molt cuidades i contenen molta informació. Per a cada peça s'indica: el títol, un subtítol/descripció, la invocació a un santuari marià, la dedicatòria a una persona, la durada aproximada d'interpretació, el lloc i la data de composició. Les indicacions musicals i tècniques són molt acurades. Els textos apareixen en anglès i en francès.

## Tècnica compositiva i estil
Les peces que componen Litany for organ es mouen entre el romanticisme i l'impressionisme. Combinen harmonies tonals, modals i altres elements propis del segle XX (acords d'onzena o tretzena, acords per quartes, escala de tons). L'escriptura polifònica és bastant elaborada, amb diversos exemples de cànon (Ianua caeli), invenció (Virgo clemens) o fuga (Sedes sapientiae).
La majoria de peces tenen formes lliures (fantasies, rapsòdies, preludis, impromptus...). Estan concebudes com a peces de concert, encara que algunes tinguin indicacions para-litúrgiques (marxa, meditació, sortida...).
Muset treballa molt sovint amb melodies gregorianes i, en menor mesura, amb cançons populars catalanes i temes d'autor (seus o d'altres). Malgrat que cada peça és independent, algunes estan agrupades d'acord amb els títols i es basen en el mateix tema. L'exemple més clar és el grup que formen Vas honorabile, Vas spirituale i Vas insigne devotionis, totes tres basades en la melodia dels Goigs a la Mare de Déu de Núria.
Les textures musicals són diverses i ben adaptades a l'instrument, fet que mostra un excel·lent coneixement de les possibilitats de l'orgue. Algunes peces tenen una dificultat tècnica notable. Estan pensades per a un gran orgue de 3 manuals de 6 octaves i pedal de 32 notes amb moltes possibilitats tècniques i sonores. La sonoritat ideal és romàntica (jocs de fons, jocs ondulants, jocs harmònics...) completada amb alguns elements neoclàssics (mixtures).